# Kombinerat system
Kombinerat system är en form för avledning av avloppsvatten. Det är ett oseparerat system där spillvatten och dagvatten avleds i samma rörledning.